# Harding Motor Car Company
Harding Motor Car Company war ein kanadischer Hersteller von Automobilen.

## Unternehmensgeschichte
Fred Harding betrieb Harding Machine Works in London. Ab 1910 existierte die Harding Motor Car Company, wobei unklar bleibt, ob es ein separates Unternehmen oder eine Umbenennung war. 1911 begann die Produktion von Automobilen. Der Markenname lautete Harding. Im Folgejahr endete die Produktion. Die Verkaufszahlen blieben gering. Ein Werbespruch lautete: A Canadian Car for Canadians, also Ein kanadisches Auto für Kanadier. Am 14. Januar 1913 wurden die Reste des Unternehmens verkauft.

## Fahrzeuge
Im Angebot stand ein offener zweisitziger Runabout. Er ähnelte dem Hupmobile 20 von Hupmobile und kostete genau so viel. Ein Vierzylindermotor von G. B. & S. trieb die Fahrzeuge an.